# 比斯特里察河

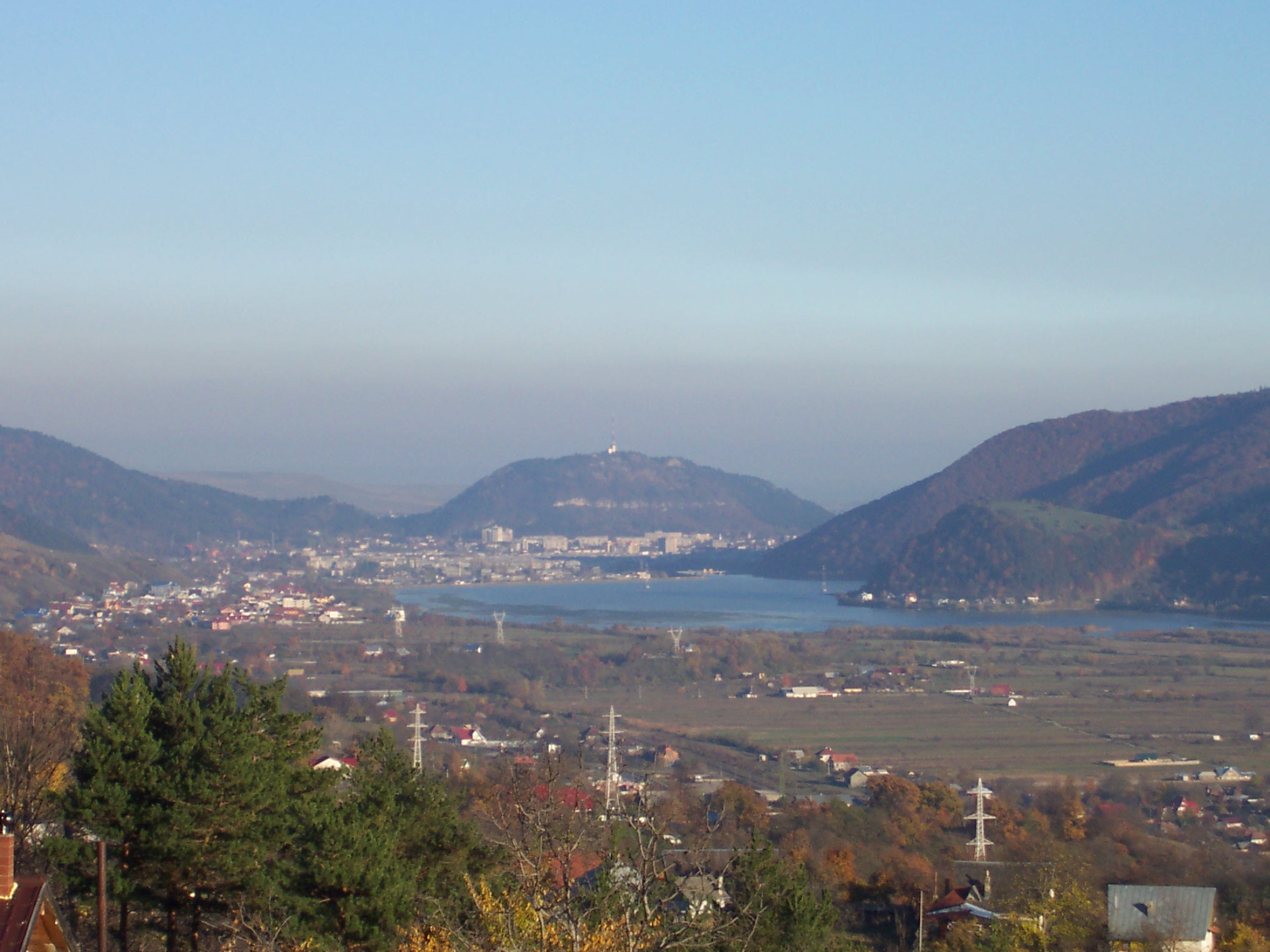

比斯特里察河是羅馬尼亞的河流，屬於錫雷特河的支流，河道全長283公里，流域面積7,039平方公里，發源自羅德納山脈，河畔城鎮有布羅什泰尼。